# Varvara Buzilă
Varvara Buzilă (n. 19 noiembrie 1955, s. Trebujeni, r. Orhei) este un etnograf și muzeograf din Republica Moldova, doctor în filologie, secretar științific la Muzeul Național de Etnografie și Istorie Naturală din Chișinău.

## Biografie
A absolvit Universitatea de Stat din Moldova, Facultatea de Jurnalistică, specialitatea redactor literar, în 1980. În anii 1992-1995 a urmat studii postuniversitare și a fost doctorandă la Universitatea Babeș-Bolyai din Cluj-Napoca, România, Facultatea de Litere. În anul 1998 a susținut teza de doctorat „Pâinea de ritual în cultura românilor de la Est de Carpați”.
A debutat în activitatea de muzeograf în 1983, la Muzeul Național de Etnografie și Istorie Naturală din Chișinău, unde a participat activ la dezvoltarea patrimoniului muzeal prin colectarea obiectelor de cultură populară și a contribuit la apariția seriei noi a Buletinului științific al Muzeului. Este redactorul științific al fasciculei „Etnografie” a Buletinului și al mai multor cărți editate sub egida muzeului.
A inițiat și desfășurat mai multe simpozioane și conferințe naționale și internaționale, a organizat expoziții temporare, mese rotunde, fiind și moderatorul acestor manifestații.
A publicat peste 50 de lucrări științifice, peste 100 de articole de popularizare a științei. Promovează valorile tradiționale în mass-media, fiind moderator sau participant principal al ciclurilor lunare de emisiuni televizate „Cinel-cinel” (1992-1995), „intră în istorie dăruind muzeului un obiect” (2004-2008), „O vatră a tuturor satelor” (2006), cu mare priză la public.
A participat la elaborarea Legii Muzeelor (2002), la elaborarea Legii privind protejarea patrimoniului cultural imaterial și a Legii privind protejarea patrimoniului cultural mobil (2010-2011).
Este președinte al Comisiei Naționale pentru Savgardarea Patrimoniului Cultural Imaterial, din 2009 și președinte al societății de Etnologie din Republica Moldova (din 2000).
Activitatea muzeografică a Varvarei Buzilă a fost apreciată cu multiple diplome ale Ministerului Culturii și ale Muzeului Național de Etnografie și Istorie Naturală din Chișinău în perioada 1984-2010. În 2009 i-a fost acordat titlul onorific de Om Emerit, iar în 2015 cel de cavaler al Ordinului „Gloria Muncii”.

## Opera
- Pâinea, aliment și simbol: Experiența sacrului (Chișinău 1999).
- „Cultura tradițională – obiect de studiu în secolul XXI”. Buletin științific al MNEIN 7 (20), 2007, 5-12.
- „Etnografie de urgență – răspuns la transformările intervenite în civilizația și cultura tradițională”. Buletin științific al MNEIN 11 (24), 2009, 18-21.